# Desmolius luachimonus
Desmolius luachimonus är en mångfotingart som beskrevs av Chamberlin 1951. Desmolius luachimonus ingår i släktet Desmolius och familjen orangeridubbelfotingar. Inga underarter finns listade i Catalogue of Life.